# Цеванг Г'ялцен
Цеванг Г'ялцен  — бутанський футболіст, нападник.

## Кар'єра в збірній
Єдиний матч у футболці національної збірної Бутану зіграв 14 квітня 2009 року проти Філіппін.